# Prix Sidney-Fernbach
Pour les articles homonymes, voir Fernbach.
Le prix Sidney-Fernbach est une distinction en informatique créée en 1992 par la IEEE Computer Society, à la mémoire de Sidney Fernbach, l'un des pionniers du développement et de l'application d'ordinateurs hautes performances pour la solution de problèmes informatiques importants en tant que chef de la division informatique du Laboratoire national de Lawrence Livermore de la fin des années 1950 aux années 1970. Un certificat et 2 000 $ sont décernés pour des contributions exceptionnelles dans l'application d'ordinateurs de haute performance utilisant des approches novatrices. La date limite de nomination est le 1er juillet de chaque année,,.

## Lauréats
- 2021 David Bader (en)[4]
- 2020 Salman Habib[5]
- 2019 Alan Edelman[6]
- 2018 Linda Petzold[7]
- 2017 Steven J. Plimpton (de)[8]
- 2016 Vipin Kumar (de)[9]
- 2015 Alex Szalay (en)[10]
- 2014 Satoshi Matsuoka (en)[11]
- 2013 Christopher R. Johnson (en)[12]
- 2012 Laxmikant Kale (de) et Klaus Schulten (en)[13]
- 2011 Cleve Moler[14]
- 2010 James Demmel[15]
- 2009 Roberto Car et Michele Parrinello[16]
- 2008 Bill Gropp (en)[17]
- 2007 David E Keyes (en)[18]
- 2006 Edward Seidel (en)[19]
- 2005 John B. Bell (en)[20]
- 2004 Marsha Berger[21]
- 2003 Jack Dongarra[22]
- 2002 Robert J. Harrison[23]
- 2000 Stephen W. Attaway (de)[24]
- 1999 Michael L. Norman (de)[25]
- 1998 Phillip Colella[26]
- 1997 Charbel Farhat (en)[27]
- 1996 Gary A. Glatzmaier (de)[28]
- 1995 Paul R. Woodward (de)[29]
- 1994 Charles Peskin[30]
- 1993 David H. Bailey[31]